# Ebnat (Aalen)
Ebnat ist ein Stadtbezirk der großen Kreisstadt Aalen im Ostalbkreis in Baden-Württemberg, Deutschland. Mit über 3200 Einwohnern ist Ebnat der größte Ort des vorderen Härtsfeldes.

## Geographie

### Lage
Ebnat liegt auf der Hochfläche der östlichen Schwäbischen Alb, dem Härtsfeld. Zum Stadtbezirk Ebnat gehören neben dem Hauptort Ebnat die Weiler Affalterwang und Niesitz, so wie das Gehöft Diepertsbuch. Auf der Gemarkung von Ebnat liegen zudem der Aussiedlerhof Mähder sowie die Wüstung Siegenweiler.

### Nachbarorte
Der Stadtbezirk Ebnat grenzt nördlich an den Stadtbezirk Waldhausen, östlich an den Neresheimer Stadtteil Elchingen, südlich an den Heidenheimer Stadtteil Großkuchen mit dem Weiler Nietheim, südwestlich an Ochsenberg (Königsbronn) und westlich an den Stadtbezirk Unterkochen sowie die Stadt Oberkochen.

## Geschichte

### Früheste Besiedlung
Grabhügel aus der Hallstattzeit (ca. 800 bis 480 v. Chr.) deuten darauf hin, dass die Gegend von Ebnat bereits von den Kelten besiedelt war.

### Ab dem Mittelalter
Die erste urkundliche Erwähnung des Ortes Ebnat, was so viel wie Ebene heißt, findet sich in einer Urkunde Papst Bonifatius VIII. aus dem Jahre 1298. In dieser Urkunde wird auch der heute abgegangene Ort Siegenweiler erwähnt. Die historische Entwicklung davor ist weitgehend unbekannt, allerdings ist davon auszugehen, dass der Ort schon vor 1298 existiert hat. Bis 1258 gehörte Ebnat den Grafen von Dillingen. Nachdem die Familie 1258 ausgestorben war, kam der Ort an das Kloster Neresheim. Die Grafen von Oettingen, die in Ebnat eine Zollstelle unterhielten, beanspruchten über die Vogteirechte am Kloster ebenfalls den Ort. Die Händel hielten bis 1764 an, als das Kloster reichsunmittelbar wurde. 1803 fiel der Ort zunächst an das Haus Thurn und Taxis, 1806 an Bayern und kam 1810 zu Württemberg, wo er dem Oberamt Neresheim angehörte. Bei dessen Auflösung 1938 kam Ebnat zum Landkreis Aalen.
Am 1. Juli 1972 wurde Ebnat in die Stadt Aalen eingemeindet.

### Holzhauerbund
Der Ebnater Holzhauerbund kann auf eine lange Geschichte zurückblicken. Jedes Jahr treffen sich die Mitglieder des Holzhauerbundes im Januar zur Vinzenzauflage am oder um den Vinzenztag. Es werden die Statuten verlesen und jedes Mitglied zahlt den Beitrag von 20 Cent.
Der Holzhauerbund war ursprünglich eine rudimentäre Absicherung der im Wald Arbeitenden. Aus dem Vereinsvermögen wurden bei der Waldarbeit Verunglückte und deren Familien unterstützt.
Mitglieder des Holzhauerbunds sind Forstleute und Privatwaldbesitzer, aber auch alle an dörflicher Tradition Interessierte.

## Politik

### Ortschaftsrat
Der Ortschaftsrat des Stadtbezirks Ebnat hat derzeit 12 Mitglieder, deren Amtszeit fünf Jahre beträgt. Die letzte Wahl fand bei den baden-württembergischen Kommunalwahlen am 9. Juni 2024 statt. Diese ergab folgende Zusammensetzung (die Veränderungen der Fraktionsstärke beziehen sich auf die vorletzte Wahl im Jahr 2019):
| Fraktion | Anzahl Sitze | Veränderung |
| -------- | ------------ | ----------- |
| CDU      | 6 Sitze      | −1          |
| FW Ebnat | 4 Sitze      | ±0          |
| SPD      | 1 Sitze      | ±0          |
| GRÜNE    | 1 Sitze      | −1          |

### Ortsvorsteher
Ortsvorsteher des Stadtbezirks Ebnat ist Uwe Grieser (CDU).

### Wappen
Das Wappen Ebnats zeigt einen goldenen Abtsstab, der die lange Zugehörigkeit des Dorfes zum Kloster Neresheim bezeugt. Ebenfalls befinden sich daneben zwei sogenannte „Gnadenhäuschen“, kleine, einfach ausgestattete Hütten für ärmere Leute. Diese meist nur einstöckigen Häuschen waren oft in Ebnat vorzufinden.

### Ortspartnerschaft
Seit 1969 besteht eine Gemeindepartnerschaft zum schweizerischen Ebnat-Kappel. Neben den politischen Beziehungen stehen beiderseits auch die Feuerwehren und lokale Vereine aus Sport und Kultur im Austausch miteinander.

## Wirtschaft und Infrastruktur
Ebnat verfügt über mehrere Haltestellen für den regionalen Busverkehr nach Aalen und Neresheim, einen Anschluss an die Autobahn A 7 und einige Einzelhandelsgeschäfte, die im HGV Ebnat organisiert sind.
Es gibt drei Kindergärten und eine Grundschule mit Lehrschwimmbecken.
Ebnat hat ein Industriegebiet mit mittelständischen Unternehmen der Metall-, Kunststoff- und Bauindustrie.
Am Ortsausgang Ebnats Richtung Waldhausen befindet sich die Wache der Freiwilligen Feuerwehr Ebnat/Waldhausen als selbständiger Abteilung der Feuerwehr Aalen.

### Verkehr
Ebnat liegt direkt an der A 7 und besaß einen eigenen Bahnhof der Härtsfeldbahn, deren Betrieb 1972 eingestellt wurde.
Zwischen November 2020 und Dezember 2021 wurde in vier Bauabschnitten die Nordumfahrung des Ortes erbaut, die am 3. Dezember für den Verkehr frei gegeben wurde. Diese ist Teil der zukünftigen Bundesstraße 29a zwischen Unterkochen (B 19) und der Anschlussstelle Aalen / Oberkochen der A 7. Die Umwidmung der bisherigen Landesstraße zur Bundesstraße erfolgt zum 1. Januar 2022. Bis zur Eröffnung der Nordumfahrung wurde der Nordteil der Ortschaft durch den Autobahnzubringer von der Ortsmitte abgeschnitten.

### Energie
Im Sommer 2016 wurde südlich vom Ort der Windpark Ebnat-Ochsenberg mit 14 Windenergieanlagen des Typs Nordex N117/2400 in Betrieb genommen.

## Bauwerke
Die barocke Pfarrkirche Mariä Unbefleckte Empfängnis, die dazugehörende Pfarrscheuer, sowie das alte Pfarrhaus sind denkmalgeschützt.
Im Waldgebiet „Scheiterhau“ in vierhundert Metern Entfernung von einem Wanderparkplatz am südwestlichen Ortsrand von Ebnat liegt die Wallfahrtskapelle Maria Eich. Der im Jahre 1925 errichtete heutige Bau geht auf eine 1686 in eine Eiche eingebaute Gebetsstätte zurück.

## Sehenswürdigkeiten
Die bleiverglasten Fenster der Aussegnungshalle des Ebnater Friedhofs zeigen in 10 Bildern den 1967 von dem überregional bekannten Künstler und Pfarrer Sieger Köder geschaffenen Ebnater Totentanz. Die in der Aussegnungshalle befindliche Christusfigur wurde 1998 ebenfalls von Sieger Köder in Zusammenarbeit mit dem Bildhauer Rudolf Kurz geschaffen.

## Galerie

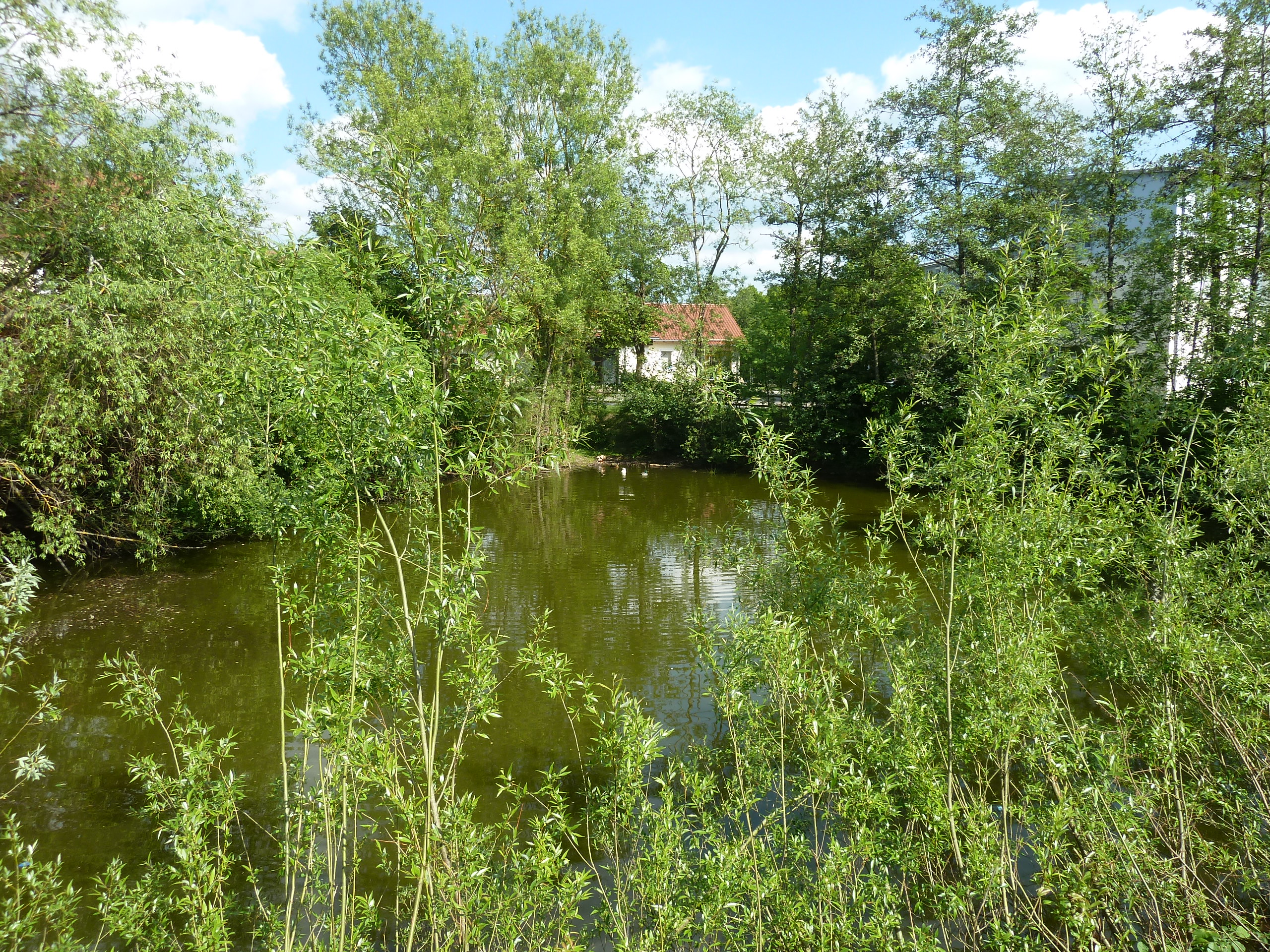
Dorfhülbe
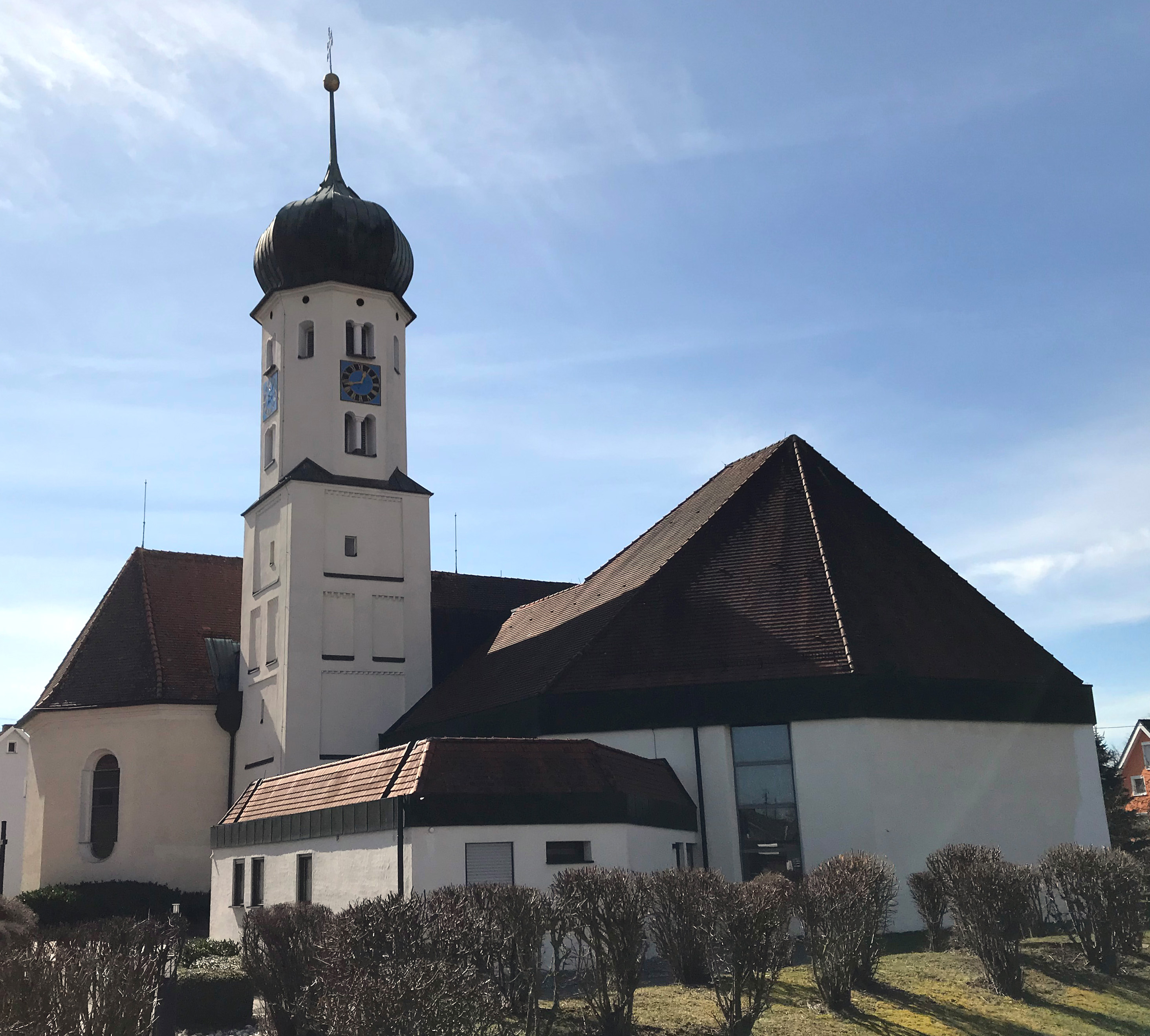
Pfarrkirche
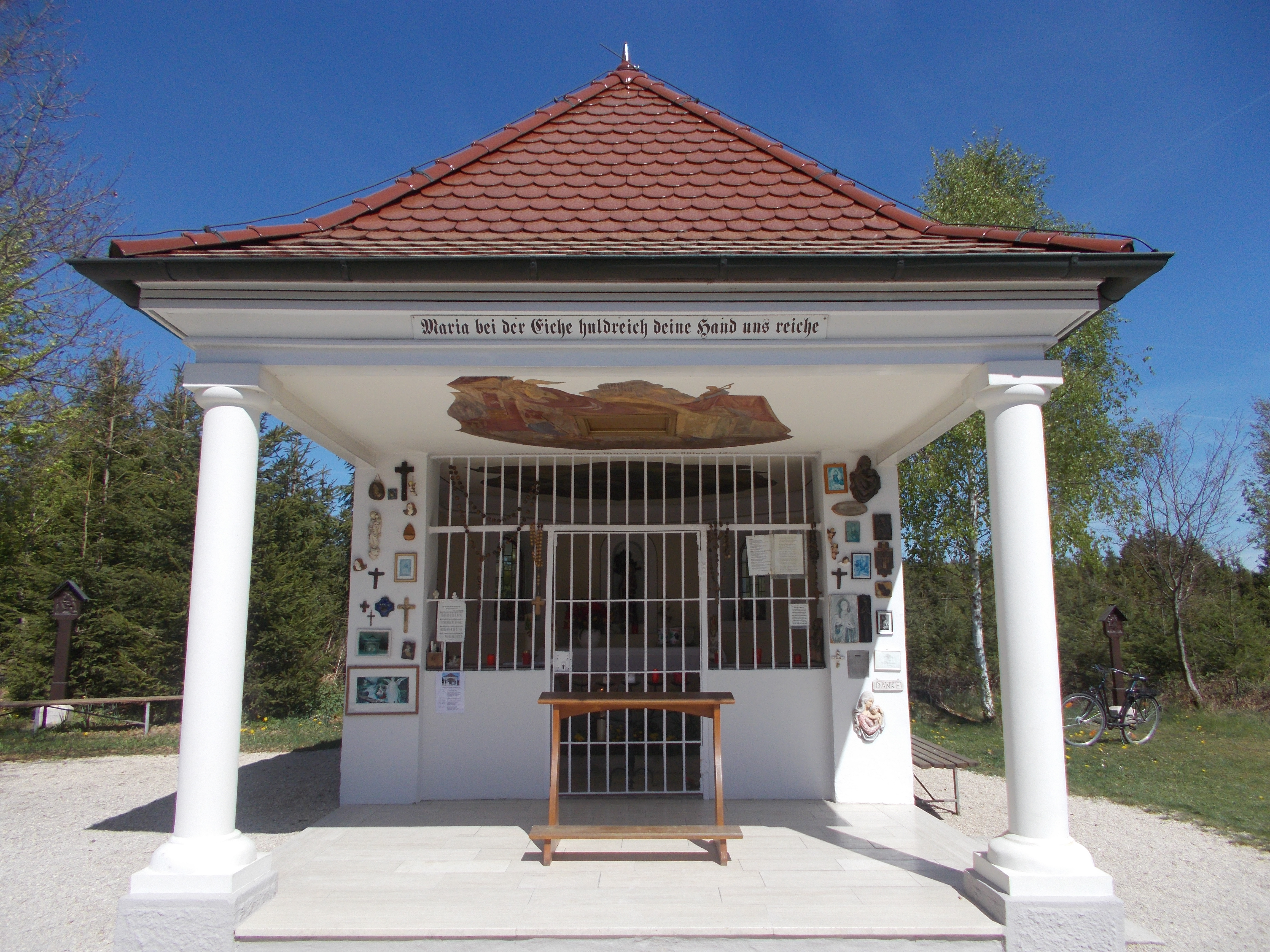
Waldkapelle